# Euastrum luetkemuelleri
Euastrum luetkemuelleri là một loài Song tinh tảo trong họ Desmidiaceae, thuộc chi Euastrum.